# Speocera suratthaniensis
Speocera suratthaniensis is een spinnensoort uit de familie Ochyroceratidae. De soort komt voor in Thailand.